# Mitjaevia notata
Mitjaevia notata är en insektsart som först beskrevs av M. Firoz Ahmed och Khokhar 1971.  Mitjaevia notata ingår i släktet Mitjaevia och familjen dvärgstritar. Inga underarter finns listade i Catalogue of Life.